# Carpodacus verreauxii
El camachuelo de Verreaux (Carpodacus verreauxii) es una especie de ave paseriforme de la familia Fringillidae propia de China y Birmania. Anteriormente se consideraba una subespecie del  camachuelo alimoteado, pero en la actualidad se clasifican como especies separadas. Su nombre conmemora al ornitólogo francés Jules Verreaux.

## Taxonomía
Anteriormente se clasificaba como una subespecie del camachuelo alimoteado (Carpodacus rhodopeplus), pero se separaron a causa de los estudios genéticos, y en la actualidad se consideran especies separadas.

## Distribución y hábitat
El camachuelo de Verreaux es un pájaro migratorio que cría en el sudoeste de China y pasa el invierno en Birmania. Su hábitat natural son las zonas de matorral de alta montaña.